# Orquestra Nacional da Bélgica
A Orquestra Nacional da Bélgica (em nederlandês Nationaal Orkest van België e em francês Orchestre National de Belgique) é a mais antiga orquestra da Bélgica e uma das maiores do país, ao lado da Orquestra Filarmônica de Liège.
A orquestra foi fundada em 1931 por Désiré Defauw como Orquestra Sinfônica de Bruxelas e reorganizada em 1936, quando recebeu o nome atual. A orquestra apresenta setenta concertos anuais com noventa e três músicos. A orquestra também trabalhou com maestros ilustres como Karl Böhm, Désiré Defauw, Erich Kleiber e Pierre Monteux.

## Diretores musicais
- 1958-1967 André Cluytens
- 1969-1971 Michael Gielen
- 1974-1975 André Vandernoot
- 1975-1989 Georges Octors
- 1983-1989 Mendi Rodan
- 1989-1993 Ronald Zollman
- 1994-2002 Yuri Simonov
- 2002-2007 Mikko Franck
- 2007-presente Walter Weller